# HIP 11915
HIP 11915, aussi connu en tant que HD 16008, est un système planétaire situé dans la constellation de la Baleine. L'objet primaire de ce système est une étoile naine jaune. Le système abrite au moins une planète, HIP 11915 b, dont la masse et la distance à son étoile la rendent très similaire à Jupiter dans le système solaire.

## L'étoile, analogue du Soleil
Désignations

## La planète «b», analogue de Jupiter

### Découverte
HIP 11915 b a été découverte par une équipe internationale d'astronomes dirigée par des astronomes brésiliens grâce au spectrographe HARPS installé sur le télescope de 3,6 mètres de l'ESO. En effet, depuis la signature de l'accord d'adhésion du Brésil à l'Observatoire européen austral (ESO) en décembre 2010, l'astronomie brésilienne dispose d'un plein accès aux instruments de l'ESO. La planète a été repérée grâce à la variation régulière de la vitesse radiale de son étoile. La découverte est annoncée par un communiqué de presse de l'ESO le 15 juillet 2015 et l'article correspondant, qui doit paraître dans Astronomy and Astrophysics, est prépublié le lendemain sur arXiv. HIP 11915 b est ainsi la première planète découverte dans le cadre de ce projet de recherche de planètes autour d'étoiles très similaires au Soleil avec HARPS. Néanmoins, l'activité de l'étoile, liée aux variations de son champ magnétique, pourrait être à l'origine du signal attribué à la planète. Bien que les astronomes aient procédé à l'ensemble des tests connus, cette hypothèse ne peut être totalement écartée.

### Description
La planète a une masse minimale presque égale à la masse de Jupiter. La distance à son étoile et par suite, étant donné que l'étoile HIP 11915 a la même masse que le Soleil, la période orbitale de cette planète sont également très semblables à celles de Jupiter : située à 4,8 unités astronomique de son étoile, HIP 11915 b en fait le tour en environ dix ans et demi, là où Jupiter, éloignée de 5,2 unités astronomiques du Soleil, en fait le tour en 11,86 ans.

## D'autres planètes?
Selon les théories actuelles, la formation de planètes de masse voisine de celle de Jupiter influe grandement sur l'architecture des systèmes planétaires. Le fait que ce système constitué autour d'une étoile de type solaire abrite une planète dont la masse et l'orbite sont semblables à celles de Jupiter permet d'envisager la possibilité que le système de planètes en orbite autour de HIP 11915 soit similaire au Système solaire. Par ailleurs, HIP 11915 a le même âge que Soleil. La composition de l'étoile, proche de celle du Soleil, permet donc d'envisager l'existence de planètes rocheuses plus proches de l'étoile.